# يان فليتشير
يان فليتشير (بالإنجليزية: Ian Fletcher)‏ هو دبلوماسي وسياسي أسترالي، ولد في 25 أغسطس 1959.